# افسانه (فیلم ۱۹۸۵)
افسانه (انگلیسی: Legend) فیلمی در ژانر فانتزی و ماجرایی به کارگردانی ریدلی اسکات است که در سال ۱۹۸۵ منتشر شد. از بازیگران آن می‌توان به تام کروز، مایا سارا، تیم کوری، آلیس پلایتن و بیلی بارتی اشاره کرد.